# Ekaterina Birlova
Ekaterina Birlova (nascida Khomyakova; 11 de agosto de 1987) é uma jogadora de voleibol de praia russa que foi medalhista de ouro na edição da Universíada de Verão de 2013 na Rússia.

## Carreira
Nos Jogos Olímpicos de Verão de 2016 ela representou  seu país ao lado de Evgenia Ukolova, caindo nas quartas-de-finais.